# Dieta DASH
La Dieta DASH es un régimen adecuado para las personas que padecen de hipertensión arterial o prehipertensión, debido a que tiende a disminuirla sin necesidad de medicamentos. Fue desarrollado por el US National Institutes of Health (Una institución sanitaria del gobierno de los Estados Unidos cuyos objetivos se centran en la investigación médica). La denominación DASH es un acrónimo que proviene de: Dietary Approaches to Stop Hypertension (Enfoque dietético para detener la hipertensión). Es un plan dietético que consiste en la ingesta controlada de alimentos como son ciertas frutas, verduras y lácteos de bajo contenido en grasas. Se ha comprobado en diversas investigaciones que una restricción y dieta alimenticia permite controlar la tensión arterial.

## Características
La dieta incluye cereales, especialmente aquellos que son integrales; carne, pescado y aves; nueces y legumbres. Todo ello con preparado con un bajo contenido de sal (principalmente evitando el sodio). La dieta se fundamenta en un plan de alimentación que posea fibra, con un contenido bajo (o moderado) de grasas, rica en sales minerales que reducen los niveles de presión arterial como son el potasio, el calcio y el magnesio. Evitando el consumo de sal debido a su aporte de sodio, generalmente causante de la elevación de los niveles de presión arterial. Limitando en la medida de lo posible las grasas saturadas y el colesterol (generalmente del denominado colesterol malo), así como los azúcares refinados y los carbohidratos. La dieta va acompañada de un plan de actividades de ejercicio físico y de consejos de abandonar el hábito de fumar y la ingesta de alcohol en cantidades muy moderadas. Ninguno de los planes dietéticos de la dieta DASH plantea el vegetarianismo, haciendo hincapié en los hábitos alimenticios sanos. 
|           |
| Cereales. |

|        |
| Frutas |

|        |
| Carnes |

|          |
| Pescados |

|         |
| Lácteos |

La dieta consiste en la elección de un conjunto de alimentos y una serie de advertencias alimentarias que sirven como tratamiento de la hipertensión arterial a medio y largo plazo, sistólico < 180 mm Hg & diastólico de 80 to 95 mm Hg). El control exacto de las cantidades permite decir que la dieta es igualmente hipocalórica sin pretender que su objetivo final sea el de perder peso corporal, sino el de bajar concretamente la presión sistólica. El seguimiento de la dieta reduce la presión sistólica unos 6 mmHg y la presión diastólica unos 3 mm Hg en pacientes con presión arterial normal. Y en aquellos que poseen hipertensión llega a bajar 11 y 6 respectivamente. Existen varios regímenes incluidos en la dieta, dependiendo de la ingesta de calorías diarias puede estar entre los 1699 a los 3100 dietary calorías. Estos efectos se comienzan a notar, tras un par de semanas siguiendo la dieta.

### Consumo de sal

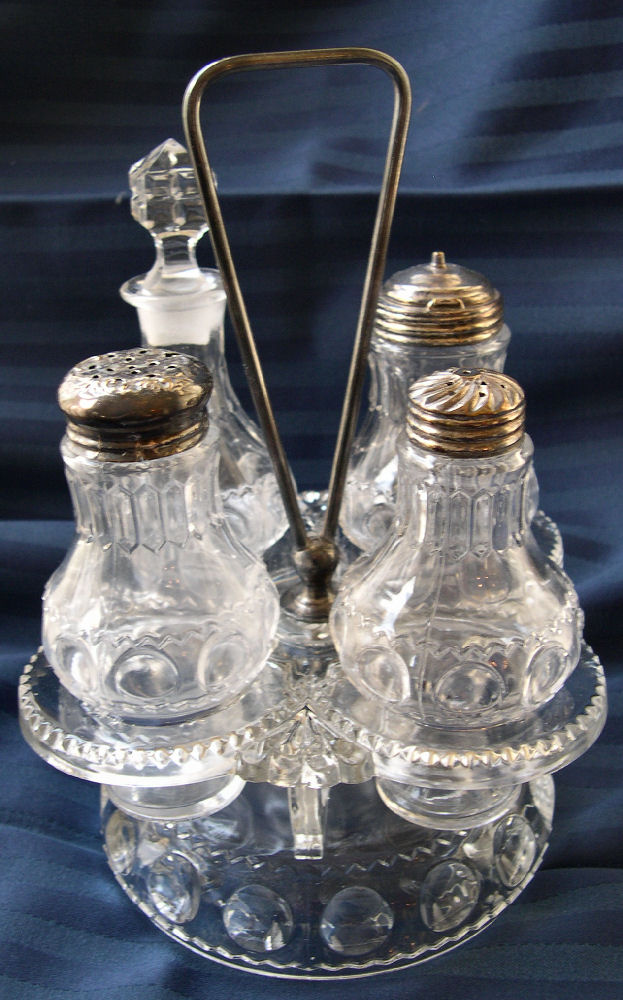
A veces "quitando" el salero de la mesa, se reduce el consumo de sal.

En la dieta DASH no se elimina por completo el contenido de sal (empleado como condimento) en las comidas, se reduce y controla a un mínimo diario. Alimentos en conserva (bien sea en lata o congelados), salazones, embutidos de cualquier tipo, fiambres, cubos o sopas instantáneas son eliminados o reducidos debido a su habitual contenido en sal, con las excepción de aquellos que se etiquetan como alimentos "bajos en sal".  Se definen tres niveles de consumo que oscilan entre los  3.3 gramos diarios (el nivel medio consumido jhh por un norteamericano medio), un nivel intermedio de 2.3 gramos diarios, y un nivel inferior de 1.5 gramos diarios. Existen estudios que correlacionan la disminución de presión arterial con el consumo de sal. Existiendo, no obstante, un fuerte debate mantenido durante las últimas décadas del siglo XX. En muchos casos se ha investigado que la sensibilidad de la ingesta de sal y sus efectos sobre la tensión arterial dependen de factores tales como la raza, la edad, el sexo, en algunos casos es genético.
No obstante son muchos los estudios a favor de la reducción de la ingesta de sal que apuntan a una mejor reducción de la presión arterial, en la dieta DASH se aconseja reduccir progresivamente a niveles de 1.5 gramos de sal por día. En la dieta se vigila cualquier otro condimento que aporte sodio, como por ejemplo el glutamato monosódico (ajinomoto). La sal es un saborizante de los alimentos, un potenciador del sabor, que permite ingerir los alimentos con un sabor más acentuado. Generalmente la reducción de este aditivo causa un "desagrado" temporal que a los pocos días desaparece, habituándose a la ingesta de menos sal. Generalmente se pueden emplear condimentos substitutivos como es el caso de ajo, empleo de salsas saborizantes como puede ser la vinagretas, uso de condimentos fundamentados en hierbas (como pueden ser las provenzales), uso de especias en lugar de sal, etc.

### Consumo de frutas y verduras
Por regla general el consumo de frutas y verduras favorece la reducción de los niveles de presión arterial. Generalmente debido a su aporte de sales minerales como pueden ser el potasio y el magnesio. Los estudios médicos realizados mantienen que una dieta continuada con un alto contenido de frutas y verduras reduce la presión arterial. Se aconseja aquellas frutas que aportan vitamina C (estudios revelan que ayuda a una bajada de la tensión arterial en corto plazo), así como la existencia de otros antioxidantes presentes en la fruta. El incremento de consumo de frutas, en detrimento de otros alimentos que aportan hidratos de carbono permite reducir el número de calorías que se ingiere cada día, y esto tiene un efecto beneficioso. Las frutas sacian y por regla general contienen bajos contenidos de sodio, y por el contrario altos contenidos de potasio. Se aconseja tomar fruta fresca, no envasada, ya que generalmente incluye una traza de sal.

### Actividades y ejercicio
Se aconseja en la dieta DASH mantener un ritmo diario de ejercicio que sobrepase, como mínimo, la media hora. Se aconseja la práctica de un ejercicio de actividad moderada. Un ejemplo puede mostrarse en paseos de cinco mil pasos diarios (medidos con un podómetro). Los efectos del ejercicio se fundamentan en la hiperinsulinemia, y el aporte de óxido nítrico (NO) que proporciona la actividad. La actividad física ayuda a que los medicamentos tomados para reduccir la presión arterial funcionen mejor y de forma más efectiva. 
La actividad física diaria consume calorías y reduce la grasa corporal, manteniendo el peso en niveles aceptables. El ejercicio es una forma de combatir la obesidad (de acuerdo con el índice de masa corporal), una de las causas de hipertensión. Es por esta razón por la que aparece dentro de los hábitos aconsejables dentro del plan DASH. 

### Hábitos
Dentro del rango de hábitos se encuentra el de realizar ejercicio físico a diario. Pero de la misma forma la ingesta de agua en dosis moderadas facilita que el cuerpo elimine sodio. Algunos hábitos como fumar, o ingerir café o bebidas con alto contenido alcohólico (destilados o alcoholes) cambian el patrón diario de la tensión arterial. Eliminar estos hábitos ayuda a reducir los niveles de presión arterial. Muchos alimentos poseen indicaciones sobre su contenido de sal, el hábito de leer las etiquetas alimentarias resulta ser adecuado para ir calculando el consumo diario de sal, recordando que "bajo en sal" significa menos de 5 mg de sodio por ración. La dieta propone la ingesta de frutas y verduras como substituto de la denominada comida basura.

## Historia
Los estudios sobre los efectos de una dieta en los niveles de presión arterial (denominado por sus siglas DASH) comenzaron en agosto de 1993 y finalizaron en julio de 1997. Se eligieron un conjunto representativo de los tres patrones de tensión arterial (normal, pretenso, hipertenso) y se diseñaron igualmente dietas con un bajo contenido de sales minerales (por debajo del 75% aconsejado), así como con alto contenido. En todos se incluyó un contenido de fibra, proteínas y grasas y un consumo habitual de frutas. Cerca de nueve mil personas fueron involucradas en el estudio, de los cuales 500 representaban a la población de Estados Unidos (generalmente reproducían la pirámide poblacional de finales del siglo XX). Los participantes se dividieron en grupos según el consumo de sodio. El estudio hizo que varios expertos de diversas Universidades de Estados Unidos participaran en él. 